# Igreja Santo Estêvão de Brie-Comte-Robert
A Igreja de Saint-Étienne o Igreja Santo Estêvão esta localiza-se na vila de Brie-Comte-Robert, Departamento de Seine-et-Marne, região de Île-de-France, na França.

## História

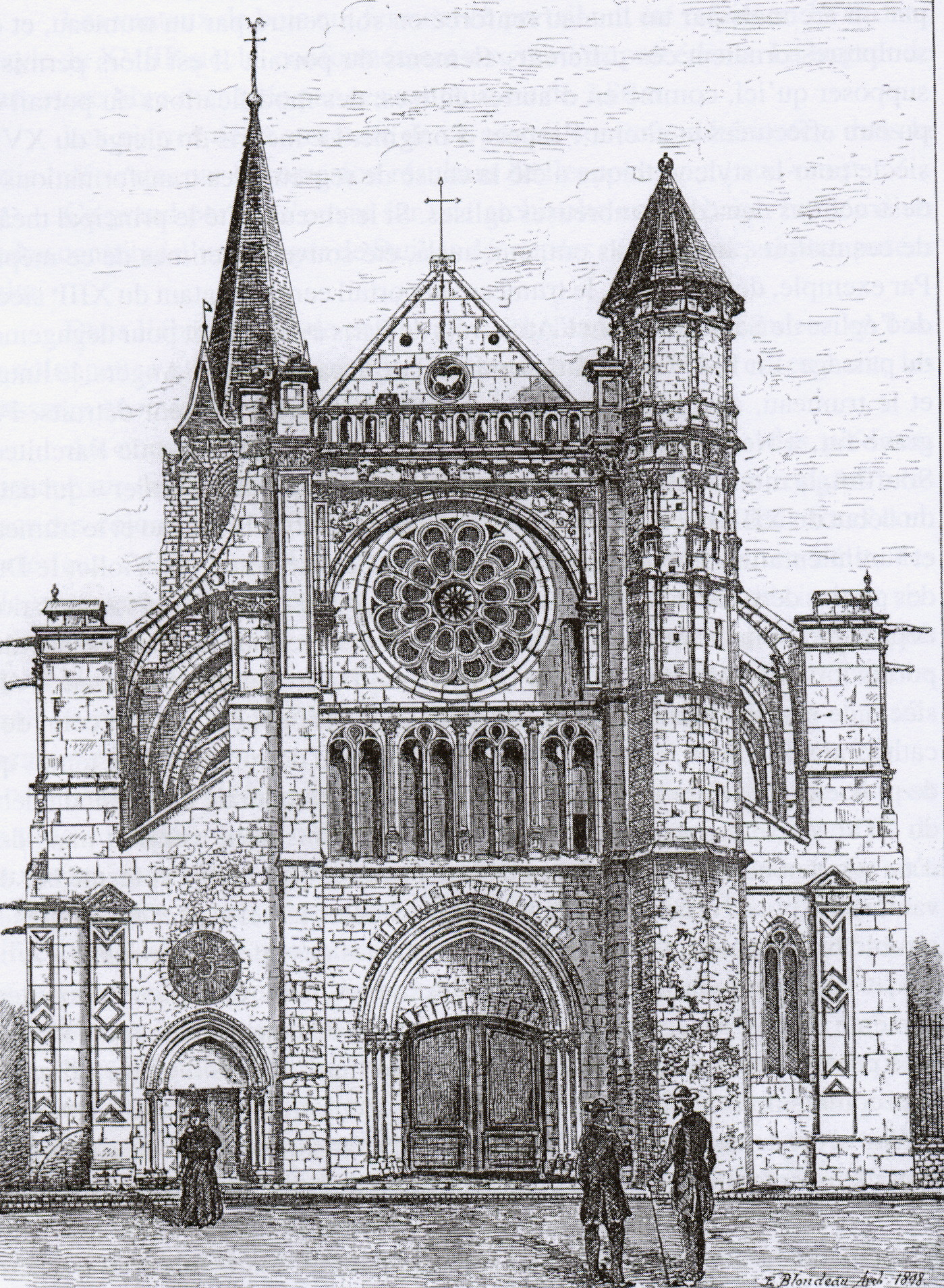
Igreja de Brie-Comte-Robert, França (1878).

Este templo foi iniciado no século X, acredita-se que por Roberto II de Dreux, pai do futuro conde de Dreux, Roberto III de Dreux, foi senhor dos domínios de Brie-Comte-Robert, entre 1180 e 1218, sob a invocação de Santo Estêvão, o primeiro mártir cristão. A igreja substitui outra, mais antiga, em ruínas, sobre a qual não dispomos de informações.
Os trabalhos desenvolveram-se muito lentamente, interrompidos em várias ocasiões, de tal forma que, em meados do século XVI ainda não estavam concluídos.
Encontra-se classificada como Monumento Histórico da França desde 15 de Agosto de 1840.

## Características
A edificação, em estilo gótico, é singular, uma vez que se orienta em um eixo Nordeste-Sudeste, ao invés dos seus congêneres, tradicionalmente orientados sobre o eixo Leste-Oeste (Nascente-Poente).
Uma das possíveis explicações atribui esse fato à invocação do santo padroeiro, cuja festa é celebrada a 26 de Dezembro. Neste dia, o nascer do Sol coincide com o alinhamento do templo.
Outra singularidade é a sua torre sineira que, em vez de se encontrar sobre o pórtico do templo, encontra-se sobre a cabeceira. Por último, esta cabeceira é arrematada por um plano reto, incomum para este período, quando a maioria das suas contemporâneas o são por um plano semi-circular. Esta torre, que domina a cidade, pode ser percebida a quilómetros sobre a planície de Brie.
Além disso, o templo exibe uma bela rosácea acima do pórtico, magníficas esculturas em pedra e em madeira, e os seus arco-botantes são ornados com gárgulas.

## O culto à Senhora de Fátima

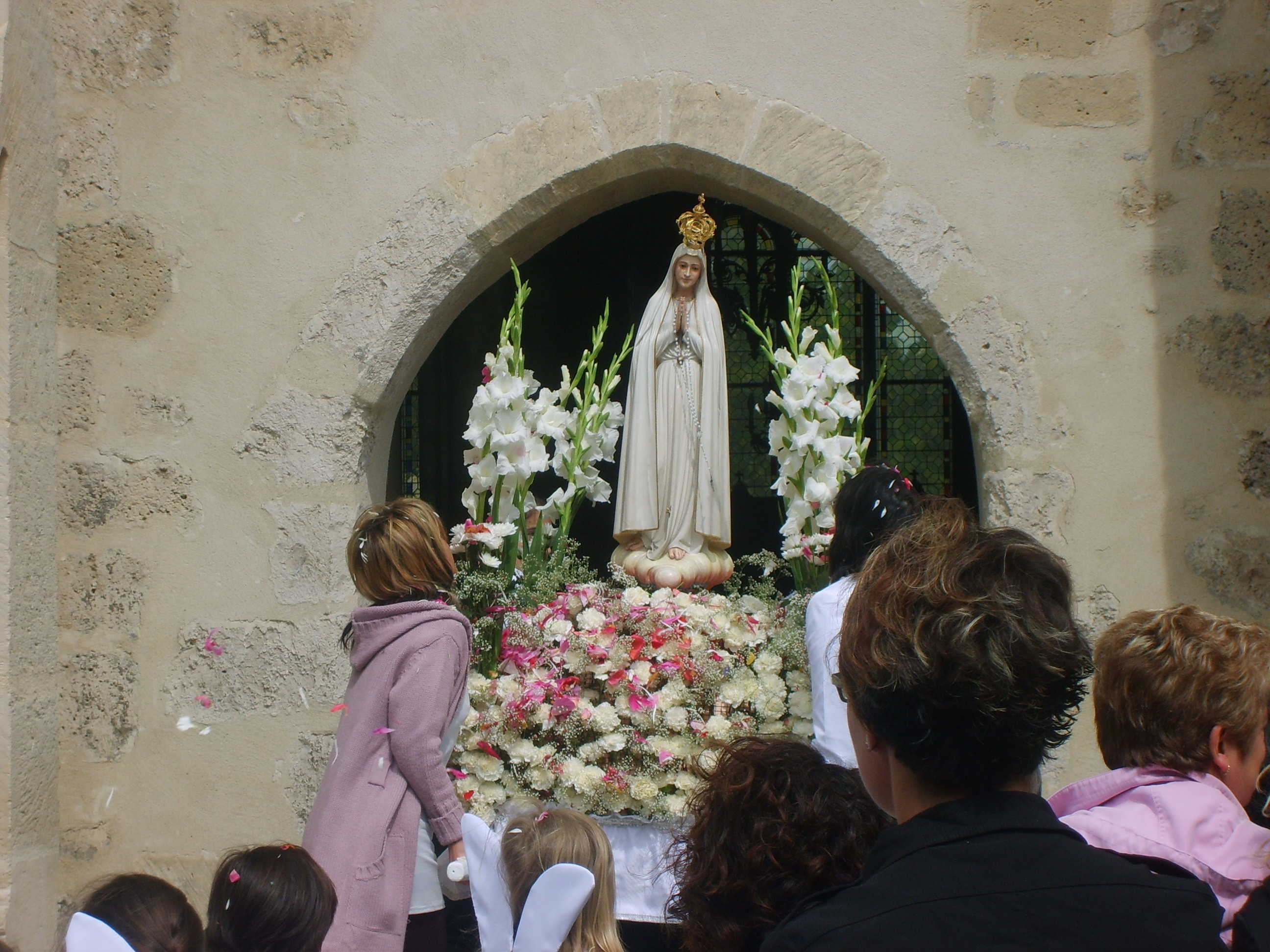
Igreja de Brie-Comte-Robert, França: altar de Nossa Senhora de Fátima.

Nesta igreja, no mês de Maio, destaca-se a celebração de Nossa Senhora de Fátima, uma vez que a comunidade portuguesa na vila é bastante expressiva e atuante.

## Galeria de imagens

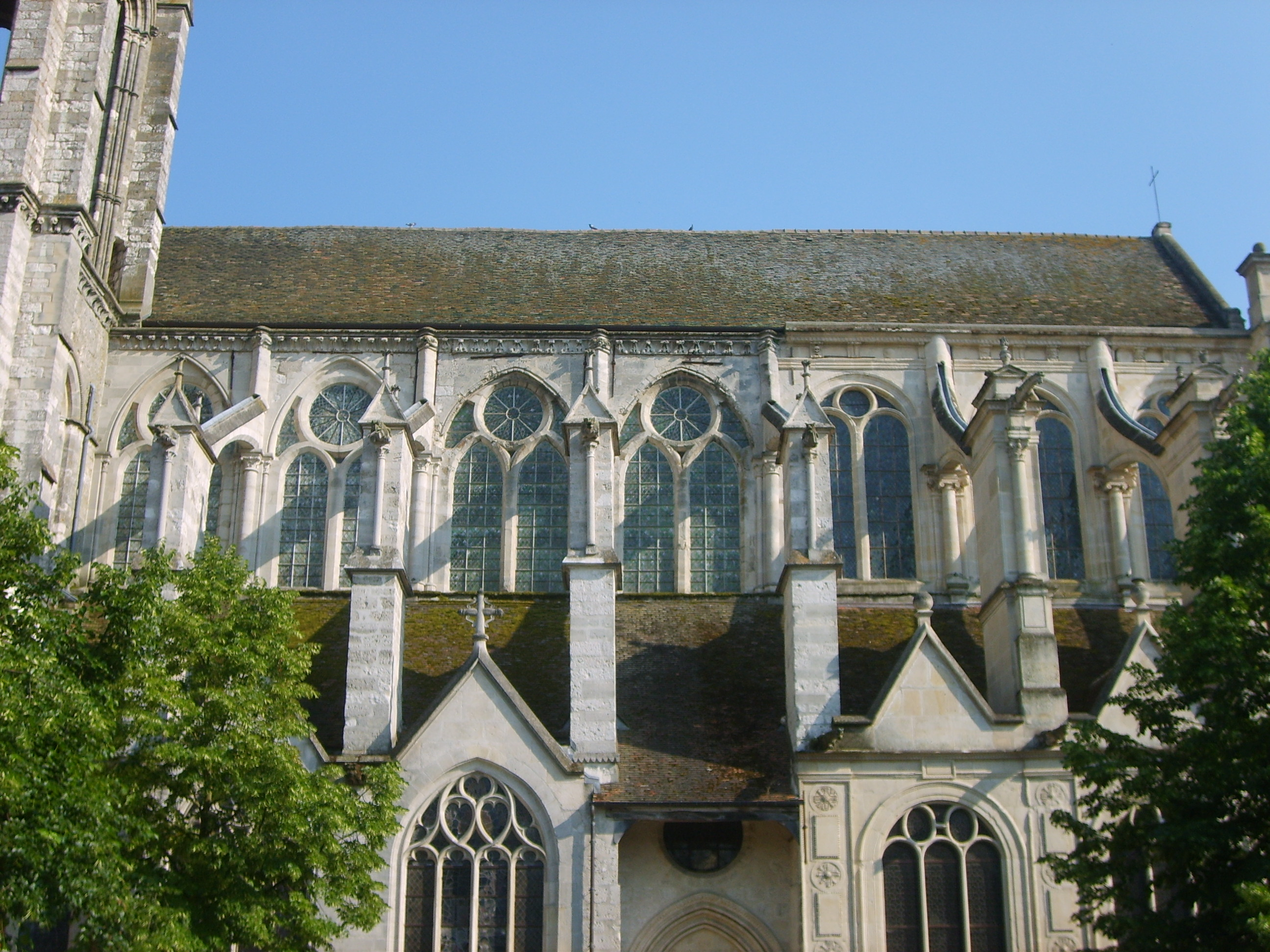
Igreja de Brie-Comte-Robert
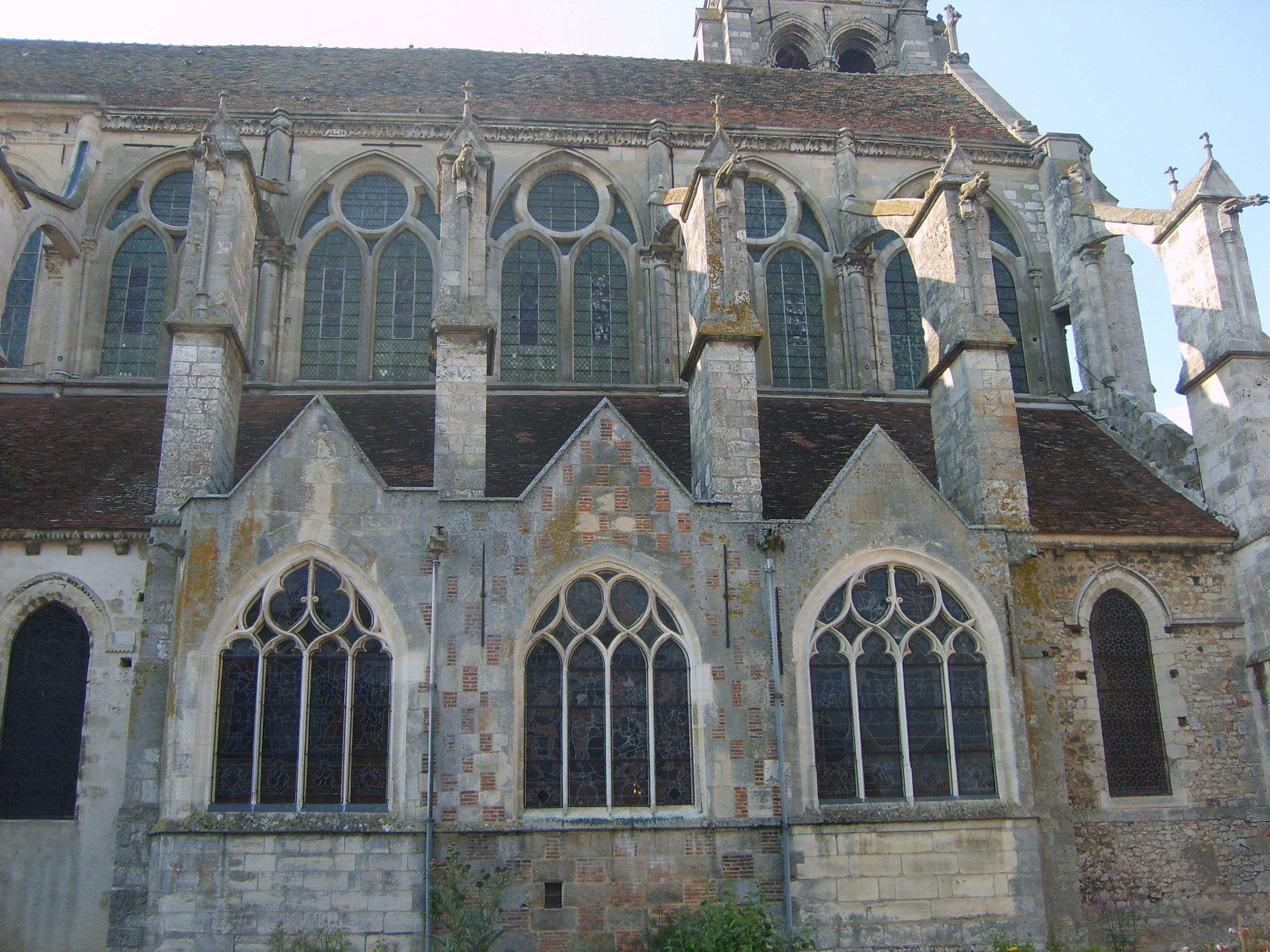
Igreja de Brie-Comte-Robert
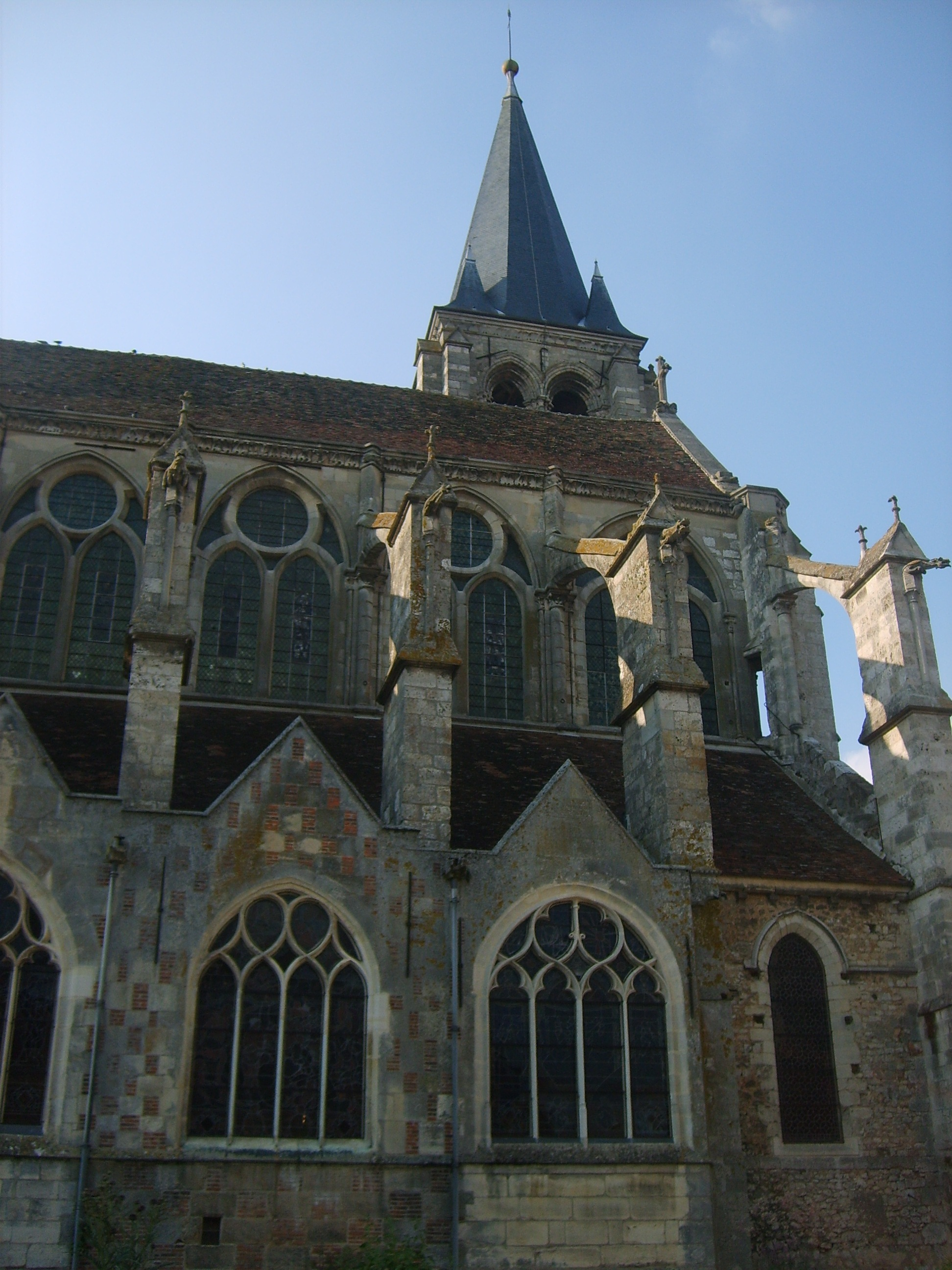
Igreja de Brie-Comte-Robert
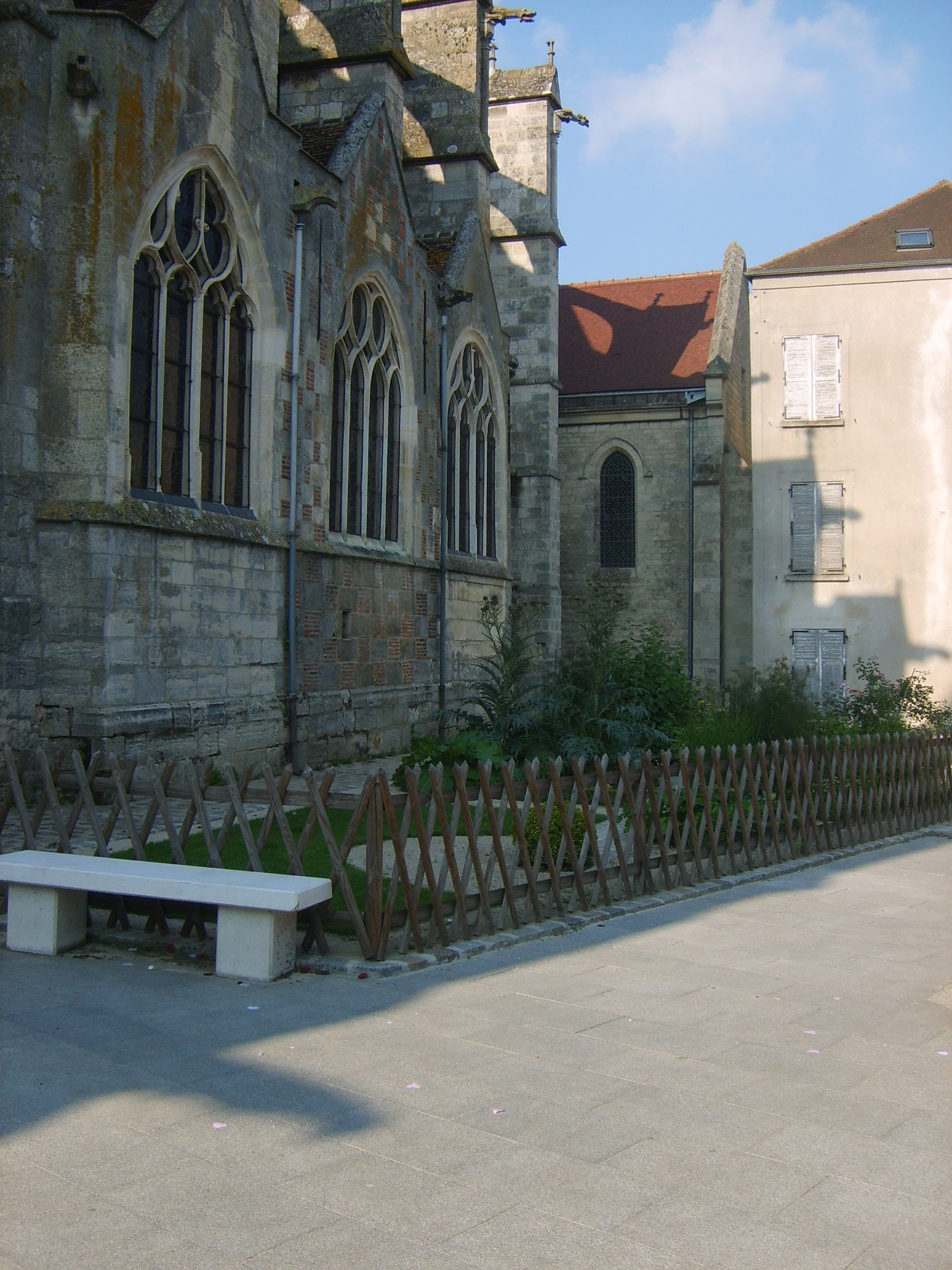
Jardim da igreja de Brie-Comte-Robert